# Eliminatórias da Copa do Mundo FIFA de 2026 – UEFA (Grupo L)
O Grupo L das eliminatórias da UEFA para a Copa do Mundo FIFA de 2026 é formado por Gibraltar, Ilhas Faroé, Montenegro, Tchéquia e o perdedor das quartas de final da Liga das Nações, Croácia.
O vencedor do grupo se classifica automaticamente para a Copa do Mundo de 2026, enquanto o segundo colocado avança para a segunda fase.

## Classificação
| Pos | Equipe      | Pts | J | V | E | D | GP | GC | SG  | Classificado               |  |        |        |        |        |        |
| --- | ----------- | --- | - | - | - | - | -- | -- | --- | -------------------------- |  | ------ | ------ | ------ | ------ | ------ |
| 1   | Tchéquia    | 9   | 4 | 3 | 0 | 1 | 9  | 6  | +3  | Copa do Mundo FIFA de 2026 |  | —      | 9 Out  | 2–0    | 2–1    | 17 Nov |
| 2   | Croácia     | 6   | 2 | 2 | 0 | 0 | 12 | 1  | +11 | Segunda fase               |  | 5–1    | —      | 8 Set  | 14 Nov | 12 Out |
| 3   | Montenegro  | 6   | 3 | 2 | 0 | 1 | 4  | 3  | +1  | Eliminado                  |  | 5 Set  | 17 Nov | —      | 1–0    | 3–1    |
| 4   | Ilhas Faroé | 3   | 3 | 1 | 0 | 2 | 3  | 4  | −1  | Eliminado                  |  | 12 Out | 5 Set  | 9 Out  | —      | 2–1    |
| 5   | Gibraltar   | 0   | 4 | 0 | 0 | 4 | 2  | 16 | −14 | Eliminado                  |  | 0–4    | 0–7    | 14 Nov | 8 Set  | —      |

## Partidas
A lista de jogos foi confirmada pela UEFA em 13 de dezembro de 2024 após o sorteio. Os horários são CET/CEST, conforme listados pela UEFA (os horários locais, se diferentes, estão entre parênteses).
| 22 de março de 2025 | Montenegro                           | 3 – 1                             | Gibraltar | Estádio Gradski, Nikšić                   |
| 18:00               | Jovetić 22' · Tući 70' · Marušić 73' | Relatório (FIFA) Relatório (UEFA) | Bent 13'  | Público: 3 021 Árbitro: POR António Nobre |

| 22 de março de 2025 | Tchéquia        | 2 – 1                             | Ilhas Faroé   | Malšovická aréna, Hradec Králové           |
| 20:45               | Schick 25', 85' | Relatório (FIFA) Relatório (UEFA) | Vatnhamar 83' | Público: 8 978 Árbitro: SVN Rade Obrenovič |

| 25 de março de 2025 | Gibraltar | 0 – 4                             | Tchéquia                                          | Estádio Algarve, Faro/Loulé (Portugal)   |
| 20:45 (19:45 UTC+0) |           | Relatório (FIFA) Relatório (UEFA) | Černý 21' · Schick 50' · Šulc 72' · Kliment 90+5' | Público: 583 Árbitro: ROU Horațiu Feșnic |

| 25 de março de 2025 | Montenegro | 1 – 0                             | Ilhas Faroé | Estádio Gradski, Nikšić                     |
| 20:45               | Kuč 90+6'  | Relatório (FIFA) Relatório (UEFA) |             | Público: 3 226 Árbitro: NED Allard Lindhout |

| 6 de junho de 2025 | Tchéquia                | 2 – 0                             | Montenegro | Arena Doosan, Plzeň                           |
| 20:45              | Hložek 23' · Schick 65' | Relatório (FIFA) Relatório (UEFA) |            | Público: 10 889 Árbitro: NED Serdar Gözübüyük |

| 6 de junho de 2025  | Gibraltar | 0 – 7                             | Croácia                                                                         | Estádio Algarve, Faro/Loulé (Portugal)     |
| 20:45 (19:45 UTC+1) |           | Relatório (FIFA) Relatório (UEFA) | Pašalić 28' · Budimir 30' · Ivanović 60', 63' · Perišić 73' · Kramarić 77', 79' | Público: 1 516 Árbitro: BUL Georgi Kabakov |

| 9 de junho de 2025  | Ilhas Faroé                        | 2 – 1                             | Gibraltar   | Tórsvøllur, Tórshavn                   |
| 20:45 (19:45 UTC+1) | Frederiksberg 71' · Johannesen 86' | Relatório (FIFA) Relatório (UEFA) | Scanlon 23' | Público: 2 632 Árbitro: ISR Yigal Frid |

| 9 de junho de 2025 | Croácia                                                                  | 5 – 1                             | Tchéquia   | Opus Arena, Osijek                             |
| 20:45              | Kramarić 42', 75' · Modrić 62' (pen.) · Perišić 68' · Budimir 72' (pen.) | Relatório (FIFA) Relatório (UEFA) | Souček 58' | Público: 12 207 Árbitro: ESP Jesús Gil Manzano |

| 5 de setembro de 2025 | Ilhas Faroé | –         | Croácia | Tórsvøllur, Tórshavn |
| 20:45 (19:45 UTC+1)   |             | FIFA UEFA |         |                      |

| 5 de setembro de 2025 | Montenegro | –         | Tchéquia | Estádio Gradski, Nikšić |
| 20:45                 |            | FIFA UEFA |          |                         |

| 8 de setembro de 2025 | Gibraltar | –         | Ilhas Faroé | Estádio Algarve, Faro/Loulé (Portugal) |
| 20:45                 |           | FIFA UEFA |             |                                        |

| 8 de setembro de 2025 | Croácia | –         | Montenegro |  |
| 20:45                 |         | FIFA UEFA |            |  |

| 9 de outubro de 2025 | Tchéquia | –         | Croácia |  |
| 20:45                |          | FIFA UEFA |         |  |

| 9 de outubro de 2025 | Ilhas Faroé | –         | Montenegro | Tórsvøllur, Tórshavn |
| 20:45 (19:45 UTC+1)  |             | FIFA UEFA |            |                      |

| 12 de outubro de 2025 | Ilhas Faroé | –         | Tchéquia | Tórsvøllur, Tórshavn |
| 18:00 (17:00 UTC+1)   |             | FIFA UEFA |          |                      |

| 12 de outubro de 2025 | Croácia | –         | Gibraltar |  |
| 20:45                 |         | FIFA UEFA |           |  |

| 14 de novembro de 2025 | Gibraltar | –         | Montenegro | Estádio Algarve, Faro/Loulé (Portugal) |
| 20:45                  |           | FIFA UEFA |            |                                        |

| 14 de novembro de 2025 | Croácia | –         | Ilhas Faroé |  |
| 20:45                  |         | FIFA UEFA |             |  |

| 17 de novembro de 2025 | Tchéquia | –         | Gibraltar |  |
| 20:45                  |          | FIFA UEFA |           |  |

| 17 de novembro de 2025 | Montenegro | –         | Croácia | Estádio Gradski, Nikšić |
| 20:45                  |            | FIFA UEFA |         |                         |

## Artilharia
4 gols
- CRO Andrej Kramarić
- CZE Patrik Schick

2 gols
- CRO Ante Budimir
- CRO Ivan Perišić
- CRO Franjo Ivanović

1 gol
- CRO Luka Modrić
- CRO Mario Pašalić
- CZE Adam Hložek
- CZE Jan Kliment
- CZE Pavel Šulc
- CZE Tomáš Souček
- CZE Václav Černý
- FRO Árni Frederiksberg
- FRO Gunnar Vatnhamar
- FRO Patrik Johannesen
- GIB Dan Bent
- GIB James Scanlon
- MNE Adam Marušić
- MNE Edvin Kuč
- MNE Marko Tući
- MNE Stevan Jovetić